# Beto Grill
Jorge Alberto Duarte Grill, conhecido como Beto Grill, (Pelotas, 10 de outubro de 1954) é um médico, empresário e político brasileiro filiado ao Partido Socialista Brasileiro (PSB).

## Biografia
Beto Grill é filho do casal Wanderlei Grill e Amélia Grill, é pai de sete filhos:Aline, Martha, Eduarda, João Pedro, Letícia, Jorge Lourenço e Vitória.
Formado pela Faculdade de Medicina da Fundação Universidade Federal do Rio Grande (FURG), em 1980, Grill especializou-se em Medicina do Trabalho na Universidade Federal de Ciências da Saúde de Porto Alegre (UFCSPA) e também fez residência médica em Traumatologia e Ortopedia no Hospital Independência, além de especialização como Perito Judicial. Também atua como empresário, na região sul do estado, sendo proprietário de um paradouro no município de Cristal, que serve de parada para diversos ônibus intermunicipais, bem como viajantes.
Foi presidente e vice-presidente da Sociedade Esportiva Cristal no fim dos anos 70, vice-presidente do Esporte Clube São Lourenço  no fim dos anos 90 e presidente de honra do Esporte Clube São Lourenço de 2002 a 2004.

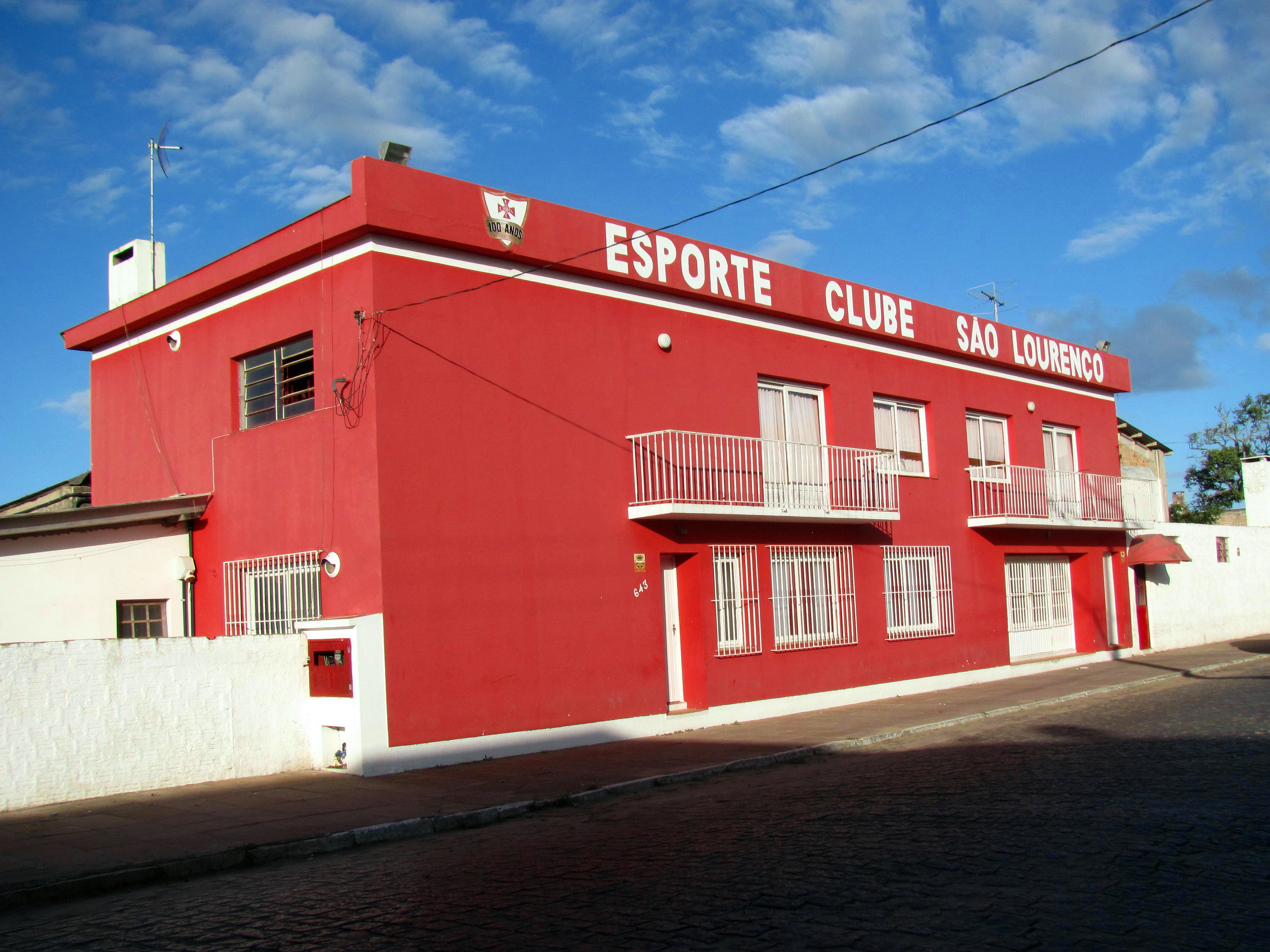
Esporte Clube São Lourenço em 2014, local onde Beto Grill foi vice-presidente no fim dos anos 90 e presidente de honra de 2002 a 2004.

Beto Grill foi militante de esquerda durante o período do regime militar; filiou-se pela primeira vez num partido político em 1983, o Partido Democrático Trabalhista (PDT), onde permaneceu até 1999, quando  mudou para o PSB.
Nas eleições municipais de São Lourenço do Sul em 1988, se candidatou pelo PDT a prefeito de São Lourenço do Sul, conseguindo 5.060 votos, ficando em terceiro e último lugar, na ocasião o prefeito eleito foi Sérgio Lessa do PDS com 8.862 votos, Ronald Spiering do PFL ficou em segundo com 6.909 votos.
Nas eleições estaduais de 1990, foi eleito deputado estadual pelo PDT  conseguindo 17.848 votos, ficando na Assembleia Legislativa do Rio Grande do Sul nos anos de 1991 à 1992, pois nas eleições municipais de São Lourenço do Sul em 1992, resolveu concorrer novamente ao cargo de prefeito, onde se elegeu com 12.156 votos, derrotando Dari Pagel do PDS que fez 11.231 votos.
Nas eleições estaduais de 1998, concorreu ao cargo de deputado federal pelo PDT conseguindo 25.604 votos, ficando como suplente.
Também foi prefeito do município de Cristal, se elegendo nas eleições municipais de 2000, pelo PSB com 2.708 votos, vencendo o candidato Egídio Schlabitz do PMDB que conseguiu 1.780 votos, nas eleições municipais de Cristal em 2004, conseguiu a reeleição com 2.441 votos, derrotando Laerte Jesus Soares Becker do PMDB que conseguiu 1.813 votos e ficou em segundo lugar e Celomar Maass do PSDB que fez 465 votos ficando em terceiro e último lugar; em 2006 se retirou para concorrer à vaga de governador do Rio Grande do Sul; quem assumiu a prefeitura de Cristal foi seu vice Sérgio Carriconde Schmidt.
Nas eleições estaduais de 2006, concorreu ao cargo de governador pelo PSB conseguindo 36.846 votos, não sendo eleito e ficando em sétimo lugar de dez candidatos ao cargo.
Nas eleições municipais de Camaquã em 2008, concorreu ao cargo de vice-prefeito  pelo PSB, na chapa encabeçada por Hermes da Rocha do PDT, conseguindo 17.399 votos, ficando em  segundo lugar,  o prefeito eleito foi Ernesto Molon do PMDB com 18.939 votos e em terceiro e último lugar ficou Elecy Rodrigues de Freitas do PSDB com 2.048 votos;
o candidato Ivan Sergio Feloniuk do PC do B tentou concorrer, mas teve candidatura indeferida com recurso.
Nas eleições estaduais de 2010, concorreu ao cargo de vice-governador pelo PSB na chapa de Tarso Genro do PT e foi eleito no primeiro turno com 3.416.460 votos, chegou a exercer o cargo de governador entre os dias 26 de maio de 2011 e 12 de junho de 2011, quando Tarso Genro viajou em missão na Coreia do Sul, em 2013 reuniu-se no Palácio Piratini com José Cesário secretário das Comunidades Portuguesas para reforçar a cooperação entre Rio Grande do Sul e Portugal.

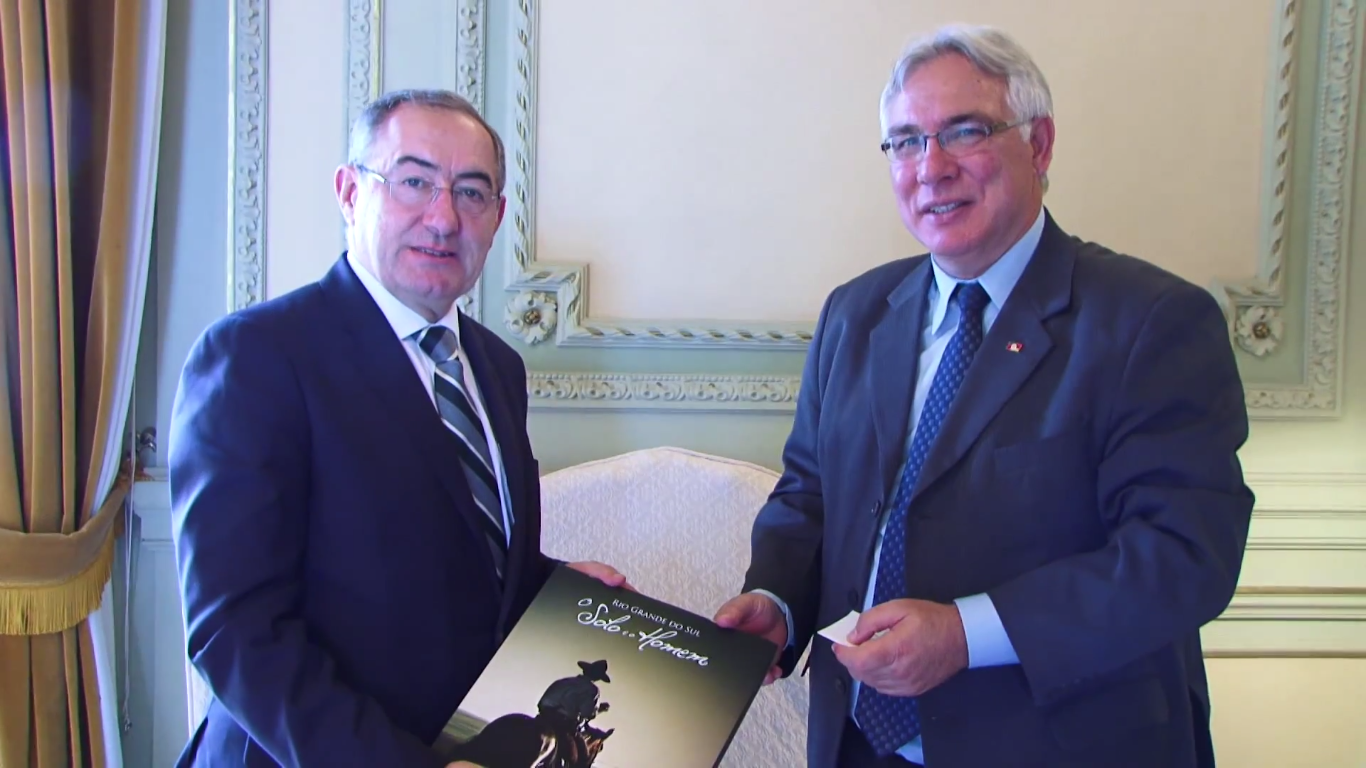
José Cesário e Beto Grill em reunião no Palácio Piratini em 2013.

Em 23 de maio de 2014 lhe foi concedido o título de de “Cidadão Sul-Lourenciano” pela Câmara Municipal de São Lourenço do Sul.
Ainda em 2014, concorreu ao cargo de deputado federal pelo PSB nas eleições estaduais de 2014 conseguindo 60.013 votos, ficando como suplente.
Nas eleições estaduais de 2018 concorreu ao cargo de deputado estadual pelo PSB conseguindo 26.567 votos, ficando como suplente.
Nas eleições municipais de Camaquã em 2020, concorreu ao cargo de prefeito conseguindo 10.838 votos, ficando em  segundo lugar, o prefeito eleito foi Ivo de Lima Ferreira do PSDB com 16.881 votos, em terceiro lugar ficou Marcelo Lampe Gouvea do PP com 4.947 votos e em quarto e último lugar ficou Fulvio de Sans Lessa da Rosa do DEM com 2.470 votos.
Em 2023 se filiou ao Rede Sustentabilidade (REDE) com o intuito de concorrer a prefeitura de Cristal, mas no meio do processo desistiu da sua pré-candidatura, alegando questões de foro íntimo e anunciando a sua saída da vida política, posteriormente voltou a se filiar no PSB.

## Desempenho eleitoral
| Ano  | Eleição                          | Cargo             | Partido | Votos           | Resultado  |
| ---- | -------------------------------- | ----------------- | ------- | --------------- | ---------- |
| 1988 | Municipal de São Lourenço do Sul | Prefeito          | PDT     | 5.060 votos     | Não eleito |
| 1990 | Estadual do Rio Grande do Sul    | Deputado Estadual | PDT     | 17.848 votos    | Eleito     |
| 1992 | Municipal de São Lourenço do Sul | Prefeito          | PDT     | 12.156 votos    | Eleito     |
| 1998 | Estadual do Rio Grande do Sul    | Deputado Federal  | PDT     | 25.604 votos    | Suplente   |
| 2000 | Municipal de Cristal             | Prefeito          | PSB     | 2.708 votos     | Eleito     |
| 2004 | Municipal de Cristal             | Prefeito          | PSB     | 2.441 votos     | Reeleito   |
| 2006 | Estadual do Rio Grande do Sul    | Governador        | PSB     | 36.846 votos    | Não eleito |
| 2008 | Municipal de Camaquã             | Vice-prefeito     | PSB     | 17.399 votos    | Não eleito |
| 2010 | Estadual do Rio Grande do Sul    | Vice-governador   | PSB     | 3.416.460 votos | Eleito     |
| 2014 | Estadual do Rio Grande do Sul    | Deputado Federal  | PSB     | 60.013 votos    | Suplente   |
| 2018 | Estadual do Rio Grande do Sul    | Deputado Estadual | PSB     | 26.567 votos    | Suplente   |
| 2020 | Municipal de Camaquã             | Prefeito          | PSB     | 10.838 votos    | Não eleito |